# バンハー
バンハー(アラビア語：بنها)はエジプト北東部のカリュービーヤ県の県都。2012年の人口は約16.6万人だった。首都カイロとアレクサンドリアに間に有り、ナイルデルタの交通の要所である。カイロから北上する鉄道はバンハーで分岐する。

## 地理・経済
首都カイロの48km北の、ナイル川の東岸に位置する。灌漑が普及しており小麦粉や綿等の農業が盛んである。30km上流にはダムが有る。
古くから香水用のバラの生産で知られている。現在はエジプトの電器産業の中心地である。カイロから北上する鉄道はここで分岐する為、エジプトで6番目に大きい駅を持つ。
バンハーの北には、紀元前1500年頃に第10ノモスの首都だったアスリビスが有る。アスリビスはローマ帝国時代に最も栄えた。現在はエジプト第18王朝からエジプト第26王朝の遺跡が残っている。グレコ・ローマ時代の墓が有る他、アスリビスで出土した銀のインゴットはエジプト博物館に展示されている。
約20km南西には、レオントポリスが有った。

## 気候
砂漠気候(BWh)に属する。
| バンハーの気候         | バンハーの気候 | バンハーの気候 | バンハーの気候 | バンハーの気候 | バンハーの気候 | バンハーの気候 | バンハーの気候 | バンハーの気候 | バンハーの気候 | バンハーの気候 | バンハーの気候 | バンハーの気候 | バンハーの気候 |
| 月                     | 1月            | 2月            | 3月            | 4月            | 5月            | 6月            | 7月            | 8月            | 9月            | 10月           | 11月           | 12月           | 年             |
| ---------------------- | -------------- | -------------- | -------------- | -------------- | -------------- | -------------- | -------------- | -------------- | -------------- | -------------- | -------------- | -------------- | -------------- |
| 平均最高気温 °C （°F） | 13.2 (55.8)    | 20.7 (69.3)    | 23.5 (74.3)    | 27.8 (82)      | 32 (90)        | 34.5 (94.1)    | 34.8 (94.6)    | 34.6 (94.3)    | 32.4 (90.3)    | 30.2 (86.4)    | 25.5 (77.9)    | 20.9 (69.6)    | 27.51 (81.55)  |
| 日平均気温 °C （°F）   | 12.7 (54.9)    | 13.7 (56.7)    | 16.2 (61.2)    | 19.7 (67.5)    | 23.7 (74.7)    | 26.5 (79.7)    | 27.6 (81.7)    | 27.4 (81.3)    | 25.3 (77.5)    | 23.1 (73.6)    | 19.4 (66.9)    | 14.6 (58.3)    | 20.83 (69.5)   |
| 平均最低気温 °C （°F） | 6.2 (43.2)     | 6.8 (44.2)     | 9 (48)         | 11.7 (53.1)    | 15.4 (59.7)    | 18.5 (65.3)    | 20.4 (68.7)    | 20.2 (68.4)    | 18.2 (64.8)    | 15 (59)        | 13.3 (55.9)    | 8.4 (47.1)     | 13.59 (56.45)  |
| 降水量 mm （inch）     | 5 (0.2)        | 4 (0.16)       | 3 (0.12)       | 1 (0.04)       | 1 (0.04)       | 0 (0)          | 0 (0)          | 0 (0)          | 0 (0)          | 2 (0.08)       | 3 (0.12)       | 6 (0.24)       | 25 (1)         |
| 出典：Climate-Data.org |                |                |                |                |                |                |                |                |                |                |                |                |                |

## バンハー大学
バンハー大学はザガジグ大学の分校として1976年11月に開校した。2005年には独立し、毎年6万500人が卒業する。薬学部はバンハーで2つの病院を経営している。

## 地区
- Al-Vilal
- Banha El-Gedida (新バンハー)
- Attrib
- El-Manshia
- El-Shedia
- Wast Al-Balad (市街地)
- Al-Haras el-Watani
- Manshit Al-Nur
- Hayy El-Zehour(花の郊外)
- Kafr El-Saraia
- Ezbet El-Moraba'a,kafr
- El-gazzar,Batta.

## 出身者
- アハメド・ファティ：サッカー選手